# Ehrenhof (Wehrmacht)
Der Ehrenhof des Heeres war ein Gremium aus Feldmarschällen und Generälen des Heeres der Wehrmacht, das von Hitler durch „Führererlass“ vom 2. August 1944 gebildet wurde.
Das Gremium hatte die ausdrückliche Aufgabe, Mitglieder des Heeres, die, nach Feststellungen der Gestapo, am Attentat vom 20. Juli 1944 auf den Diktator mitgewirkt hatten, aus der Armee auszustoßen. Im Erlass genanntes Ziel war es, die Anführer des militärischen Widerstands gegen die nationalsozialistische Führung des Deutschen Reichs nicht vor ein militärisches Gericht stellen zu müssen. Stattdessen wurden sie der politischen Justiz des Volksgerichtshofs zugeführt.

## Zusammensetzung
In das Gremium berief Hitler folgende Personen (militärischer Rang zum Zeitpunkt des Erlasses):
- Generalfeldmarschall Gerd von Rundstedt, als Dienstältester führte er den Vorsitz
- Generalfeldmarschall Wilhelm Keitel
- Generaloberst Heinz Guderian
- General der Infanterie Walter Schroth
- Generalleutnant Karl Wilhelm Specht

Als Vertreter berief Hitler:
- General der Infanterie Karl Kriebel
- Generalleutnant Heinrich Kirchheim

Hitler behielt sich das Recht vor, über die Anträge des Ehrenhofes persönlich zu entscheiden. Weder die Beschuldigten noch Verteidiger wurden angehört. Zwischen dem 4. August und dem 14. September 1944 wurden insgesamt 55 Offiziere des Heeres aus der Wehrmacht ausgestoßen und weitere 29 auf Vorschlag des Ehrenhofes entlassen.
Ihr Ausstoß aus der Wehrmacht war die Voraussetzung dafür, dass sie dem Volksgerichtshof und nicht dem eigentlich zuständigen Reichskriegsgericht zur Aburteilung überstellt werden konnten.